# Tortula pseudohandelii
Tortula pseudohandelii là một loài Rêu trong họ Pottiaceae. Loài này được J. Froehl. miêu tả khoa học đầu tiên năm 1964.